# Коллер-Пинель, Бронция
Бронция Коллер-Пинель (нем. Broncia Koller-Pinell; 25 февраля 1863, Санок — 26 апреля 1934, Обервальтерсдорф) — австрийская художница, работавшая в стиле экспрессионизма и специализировавшаяся на портретах и натюрмортах.

## Биография
Бронция (Бронислава) Пинелес (нем. Pineles) родилась 25 февраля 1863 года в городе Санок, на территории современной Польши, в еврейской семье. Её отец, Саул Пинелес (1834—1903) родился в Тысменице и был военным инженером (проектировщиком военных укреплений); мать — Хая (Клара) Херциг (1834—1910). В 1870 году Бронция (Бронця) вместе со своей семьёй переехала в австрийскую столицу — Вену. Здесь её отец занялся бизнесом и сменил фамилию на «Пинель». В Вене Бронислава брала частные уроки живописи у Алоиса Делуга.
В 1885 году состоялась первая публичная выставка Бронции Пинелес. В течение последующих пяти лет она училась в Мюнхене, в «Дамнакадемии» Мюнхенского объединения художниц под руководством Людвига фон Гертериха. После окончания курса она приняла участие в художественных выставках в венском Кюнстлерхаусе, а также в Мюнхене и Лейпциге.

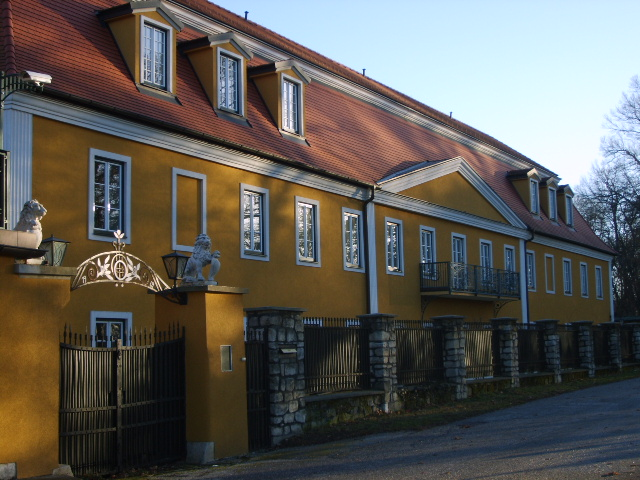
Дом Бронции Коллер-Пинель в Обервальтерсдорфе (Kollerhaus), фотография 2008 года

В 1896 году, несмотря на возражения со стороны своей семьи, Бронция вышла замуж за электрофизика, доктора Хуго Коллера. Муж Бронции был католиком, поэтому их дети воспитывались как христиане — но сама она вероисповедание никогда не меняла. Первоначально молодая семья жила в Зальцбурге и Нюрнберге, но вскоре — в 1902 году — вернулась в Вену. После этого Коллер-Пинель была принята в члены Венского сецессиона, объединения художников эпохи ар-нуво.
В 1904 году Бронция унаследовала дом в Обервальтерсдорфе. Вскоре семья переехала в него: особняк декорировали участники Сецессиона Йозеф Хоффманн и Коломан Мозер. Затем Коллер-Пинель основала собственный салон, который приобрёл определённую популярность: его часто посещали Эгон Шиле, Антон Файстауэр и Альберт Пэрис Гютерсло.
Художественное развитие Коллер-Пинель происходило под стилистически влиянием Густава Климта, но она также была знакома и с международными, особенно французскими, тенденциями своего времени. Тематически она по преимуществу была сосредоточена на пейзажах, натюрмортах и портретах, но также неоднократно изображала и религиозные (преимущественно, христианские) темы. К последним относятся такие её работы как «Авраам и три Ангела», «Полёт» или «Вторая половина дня с бабушкой» — на последней была изображена Мадонна с ребёнком, распятие и молитвенные бусы.
Бронция Коллер-Пинель скончалась 24 апреля 1934 года в Обервальтерсдорфе (по другим данным — в Вене).

## Семья
Двоюродный брат — химик Йозеф Херциг (1853—1924), открывший химическую структуру флавиноидов кверцетина, физетина и рамнетина.

## Избранные работы

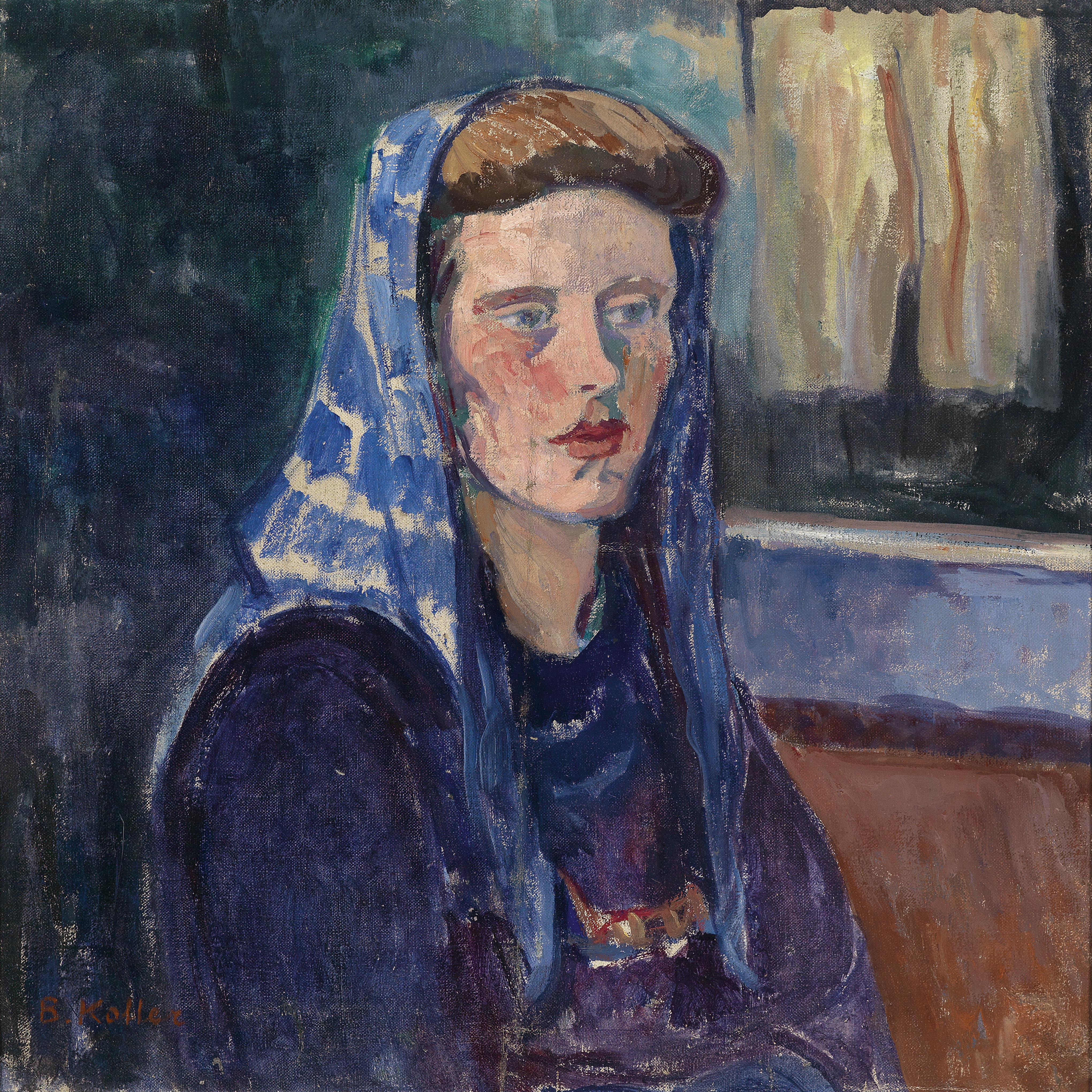
Женщина с голубым платком (дата неизвестна)
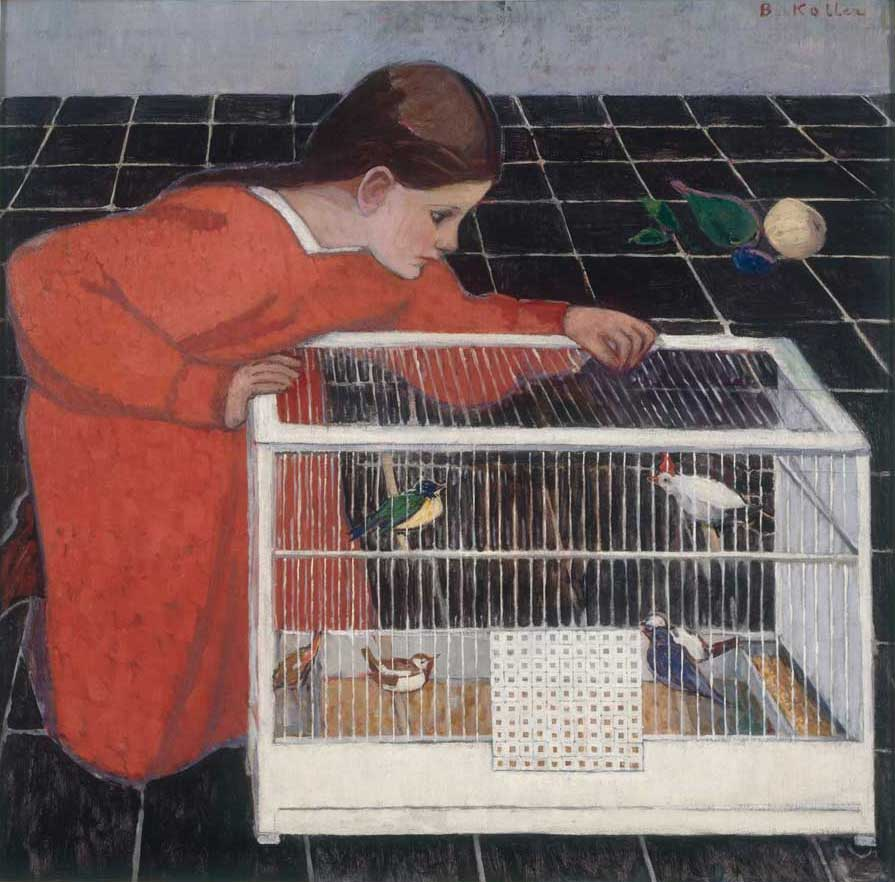
Сильвия Коллер с птичьей клеткой (ок. 1905)
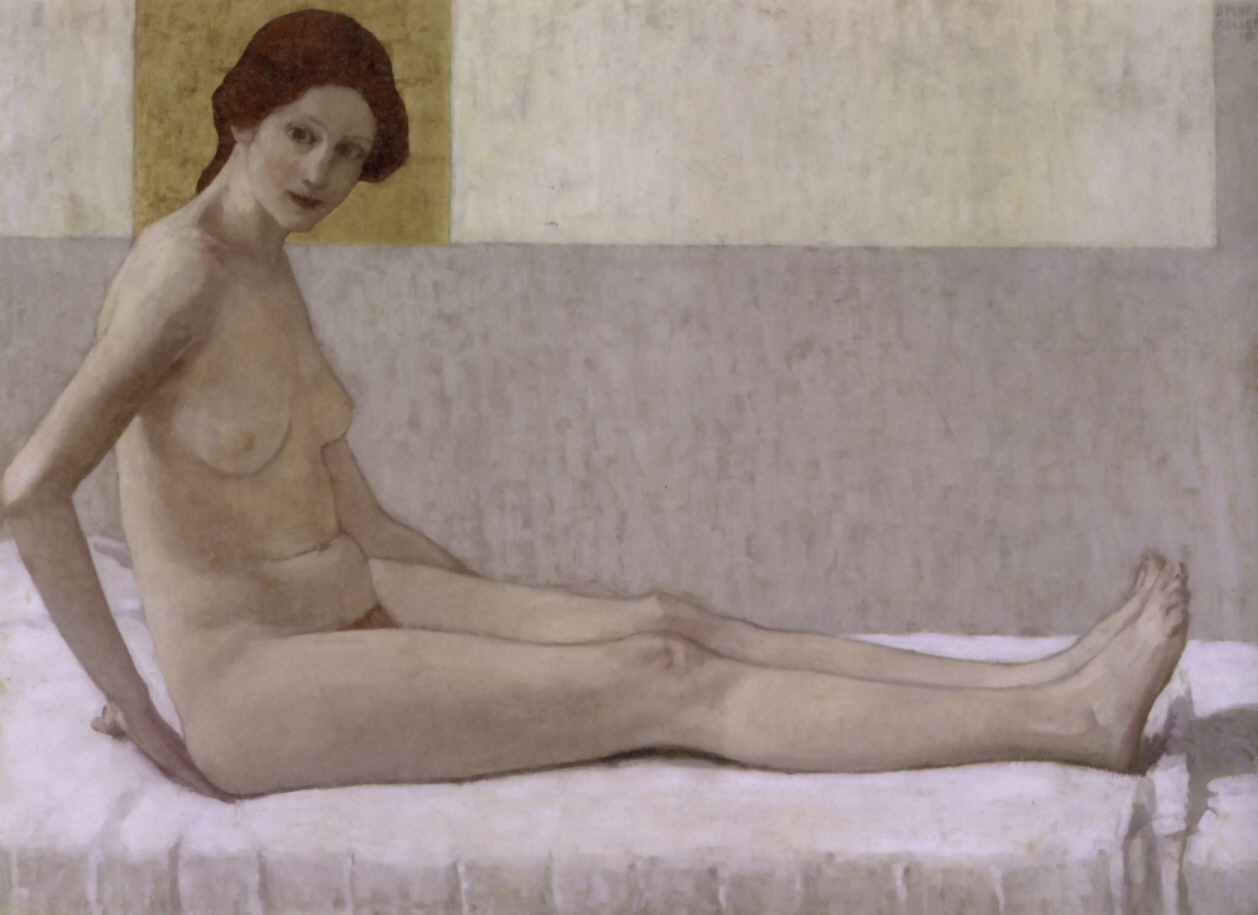
Сидение (1907)
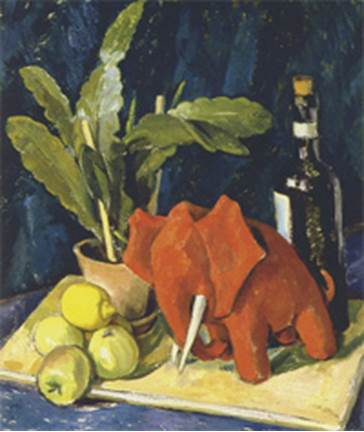
Натюрморт с красным слоном (ок. 1920)
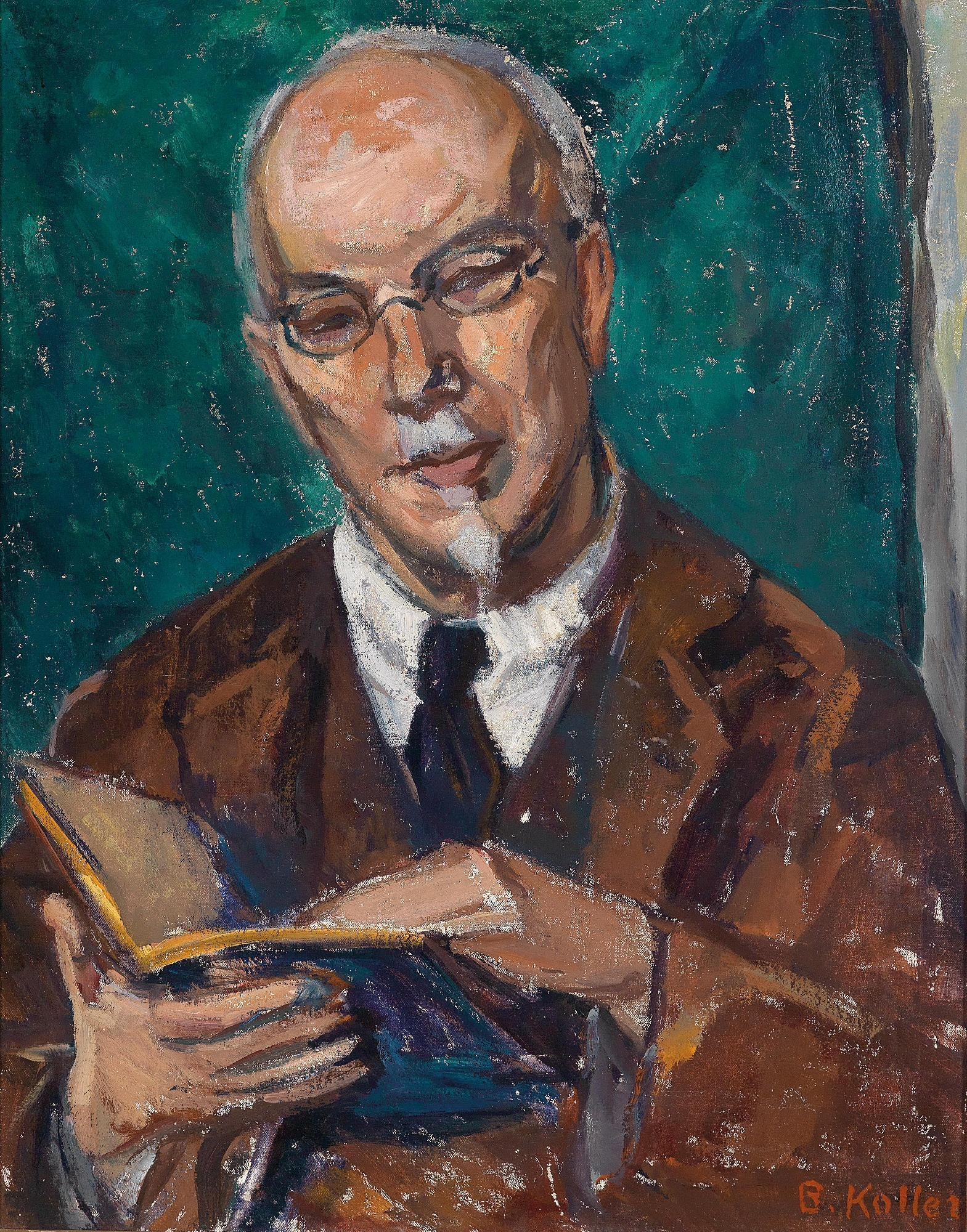
Портрет Фридриха Экштейна (1920-е)

## Семья
Сын Коллер-Пинель, Руперт (1896—1976), стал дирижером и был на короткое время женат на Анне Малер. Её дочь, Сильвия (1898—1963), пошла по стопам матери и тоже стала художницей. Брат Бронции, Фридрих (Мендл-Шлойме) Пинелес (1868—1936), был профессором внутренних болезней и некоторое время состоял в браке с психоаналитиком Лу Саломе.